# 聖母無玷聖心學校
聖母無玷聖心學校（英語：Immaculate Heart of Mary School），為香港沙田區一所津貼小學，於1964年創立，2011年遷入現時位於名城的校舍並轉為全日制。

## 歷史
此校於1958年起由聖母痛苦方濟傳教女修會籌辦，並購入位於文禮路、鄰近城門河的一幅土地建校；然而，由於用地位於低窪地區，需時進行填土工程，原有校舍要到1963年才動工，並延至翌年才正式開辦，1967年才有首屆畢業生。
由於原有校舍空間嚴重不足，加上政府鼓勵小學逐步改為全日制，此校於2006年獲邀參與校舍分配，並獲分配位於名城的新建校舍 。隨着校舍所在的名城第三期於2012年落成，此校亦於同年9月遷入現址，並將上、下午校合併。

## 歷任校長

### 上午校
- 史蒂芬修女（1964年-1968年，創校校長兼校監）[5]
- 成春儒修女（1968年-？，兼任校監，原下午校校長）[6]
- 李琪修女（？-1986年）[7]
- 莫德蘭修女（1986年-約1990年代）[8]
- 彭益明女士（約1990年代內）[9]
- 黎安德修女（約1990年代中-2004年）[10]
- 黎少玲女士（2004年-2012年，末任上午校校長，並過渡為首任全日制校長）

### 下午校
- 成春儒修女（1964年-1967年，創校校長）[5]
- 郭宗愛修女（1967年-？）[6]
- 朱懿修修女（？-1990年代初）[8]
- 陳詠河女士（1990年代初-2005年）[11]
- 陳愛娟女士（2005年-2012年，末任下午校校長）

### 全日
- 黎少玲女士（2012年-2013年，全日制首任校長）
- 林美雲女士（2013年起，初為署任校長，其後獲真除為現任校長）

## 校舍
現時校舍為一座採用特別設計的後期型小學千禧校舍，作業樓面積為10,400平方米，共有9層（包括平台下的停車場層），設24間課室及各種特別室，並與毗鄰的沙田崇真中學共用一條行人通道出入。校舍屬名城第三期的一部分，由保華建業集團承建，原訂於2010年完工，但最後延至2012年才連同住宅部分完工。
值得一提的是，此校為全港最後一座千禧校舍，此後興建的新校舍均為後千禧校舍。

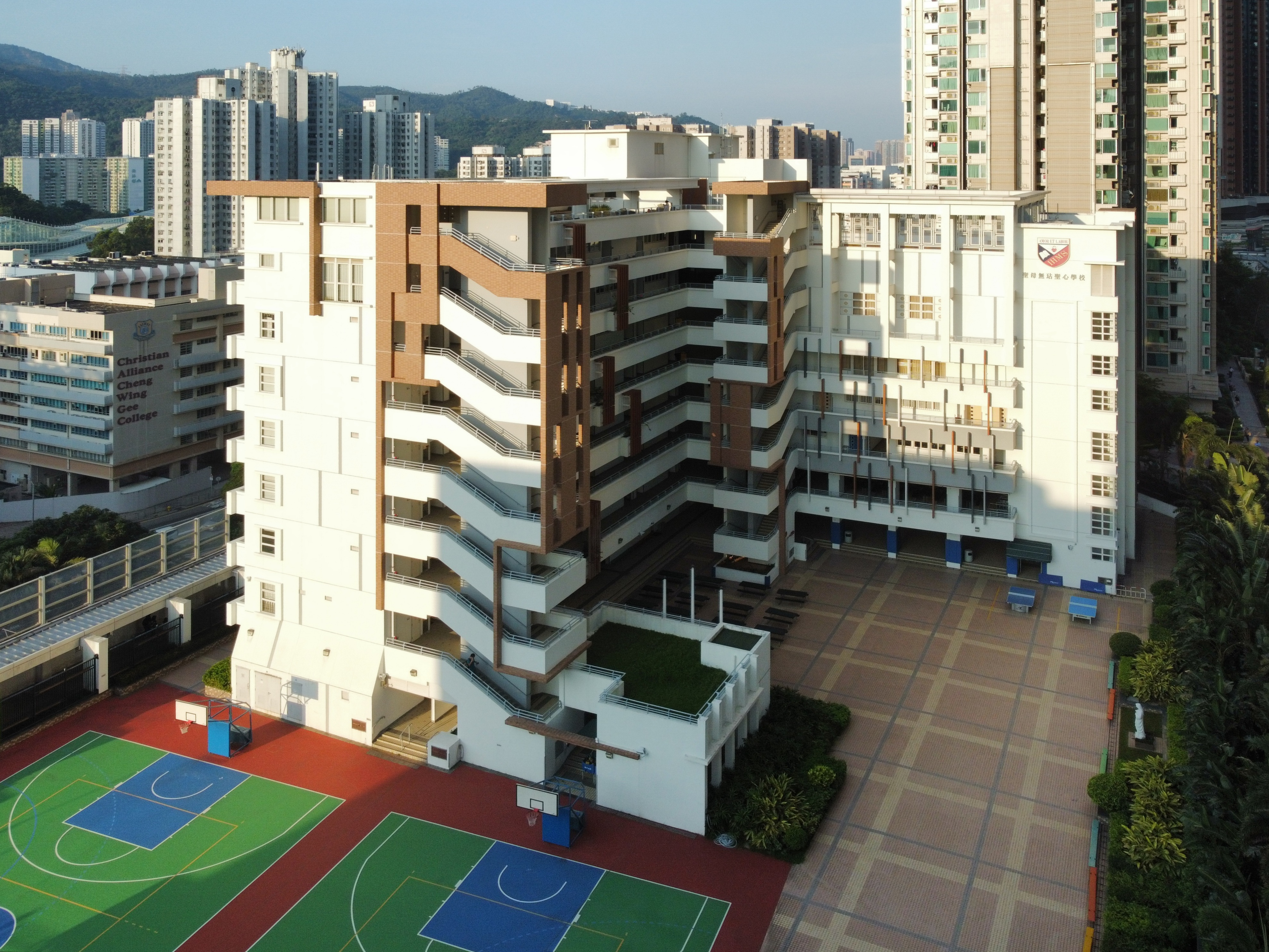
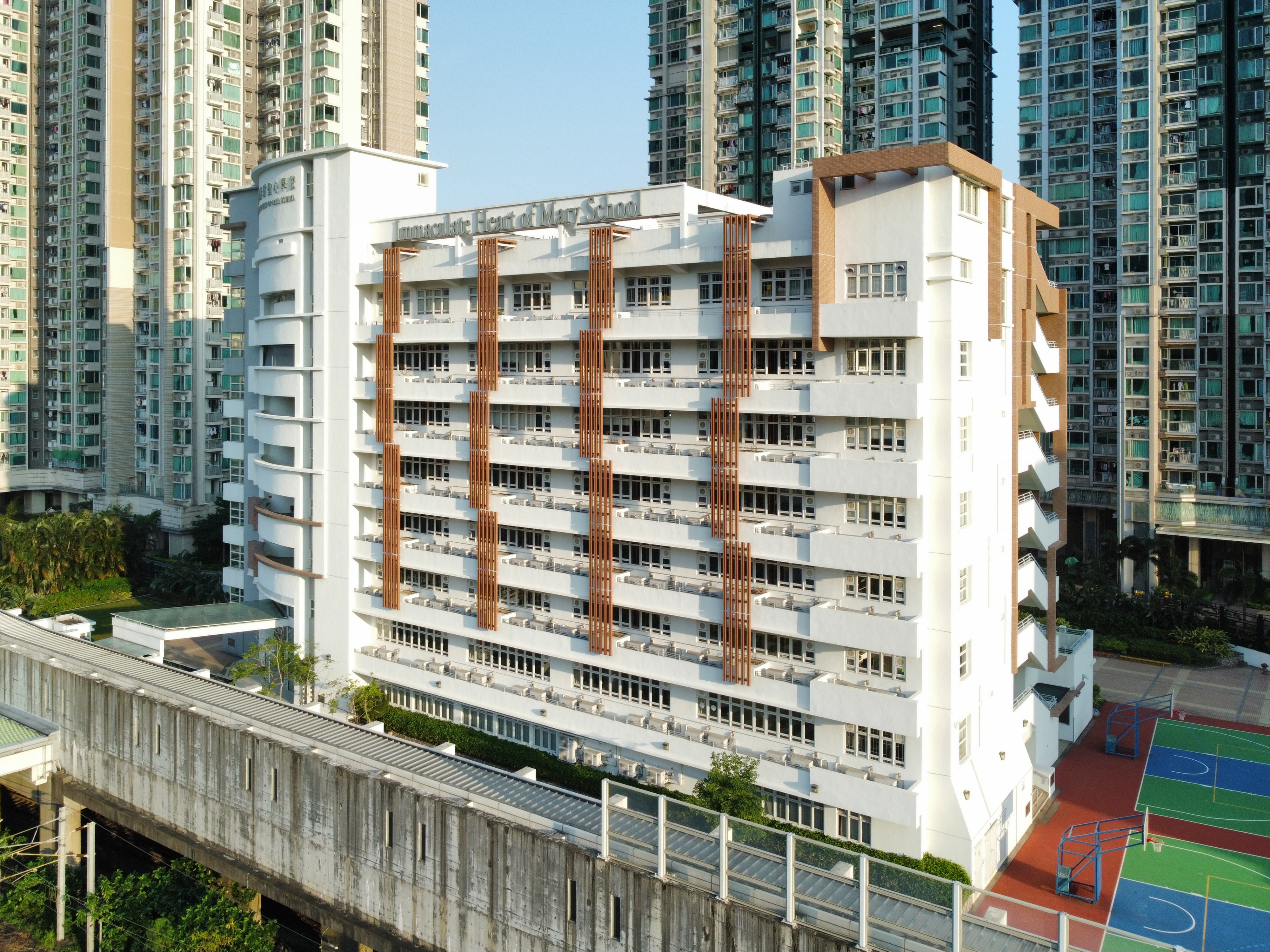
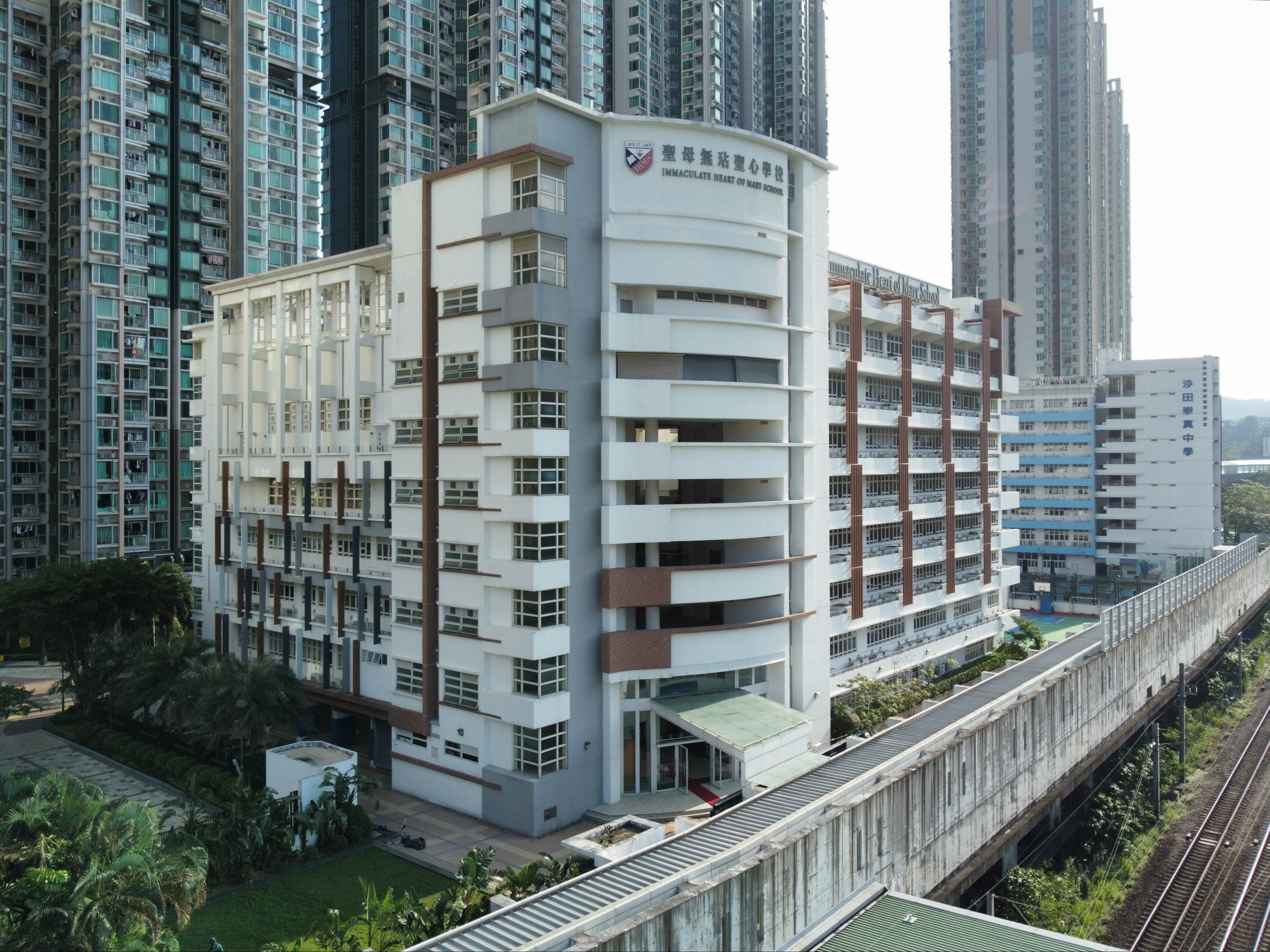
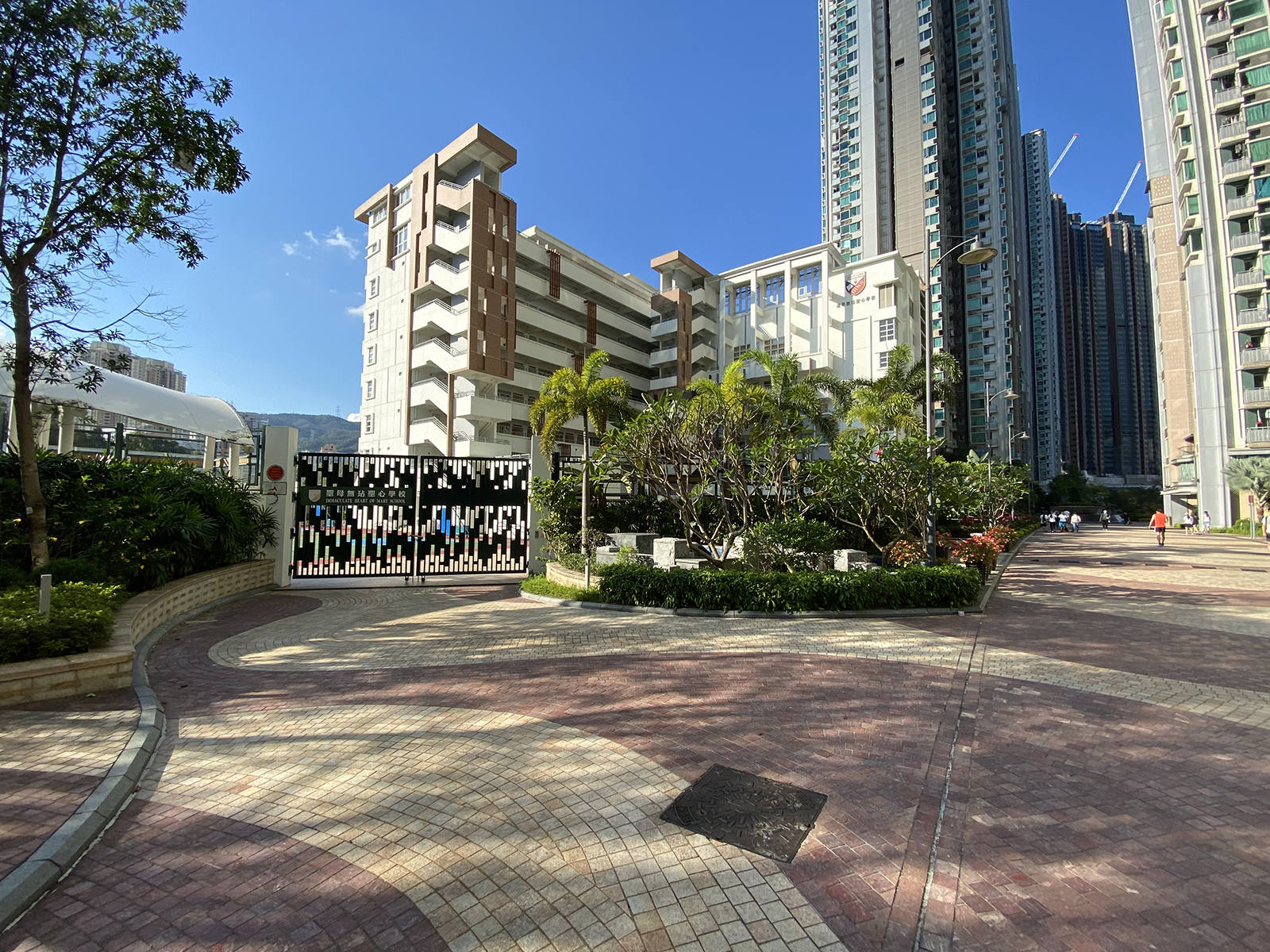

## 聯繫
此校與同區的聖母無玷聖心書院結為聯繫學校，校內成績排名為首25%的小六學生，可申請直接升讀該校中一，無須參與統一派位。

## 事件及軼事
- 在新校舍啟用前，連接美田路至校舍的公眾通道被批評設計不完善，導致此校及毗鄰的沙田崇真中學學生被迫依賴樓梯進出校舍。及後，政府及港鐵均否認設計不當[13]。
- 2016年11月，此校疑因一名女生家人被追債，而不斷接獲恐嚇電話及信件。及後，當事人接受傳媒訪問時，承認與他人存在錢債糾紛[14]。

## 知名/傑出校友
- 龐愛蘭（1972年畢業）：前沙田區議員，建制派政治人物
- 陳敏芝（1991年畢業）：無綫電視藝人
- 張樂天：天主教香港教區神父[15]

## 註解
1. ↑  2021/22年度[1]
2. ↑  2020/21年度[2]
3. ↑  建築樓面積
4. ↑  其細部設計因應長江實業委託的建築師意見而作出較大改動及簡化，以配合名城屋苑的整體設計。
5. ↑  而最後一座嚴格按政府標準設計的後期型同類小學校舍為聖公會將軍澳基德小學，於2004年8月完工；最後一座早期型同類校舍則為香港仔聖伯多祿天主教小學，於2005年完工。

## 外部連結
- 聖母無玷聖心學校官方網頁 （页面存档备份，存于）